# 光学薄膜
光学薄膜（こうがくはくまく）とは、光路長 nd における屈折率 n を有する膜厚 d の蒸着薄膜のことである。

## 概要
数種の屈折率の異なる薄膜を組み合わせ、光の反射や干渉を利用することにより、特定の波長の反射を弱めたり強めたりできる。
応用例として、カメラや眼鏡のレンズ、光学フィルター、増反射ミラー、ハーフミラー、反射防止膜などがある。
薄膜を形成することをコーティング、表面処理、成膜といい、光学薄膜を施されたものは、コーティング/コーテッド - とも呼ばれる。カメラ・レンズの分野においては、カール・ツァイスの「T*（ティースター）（多層膜）コーティング」が有名である。
一方、建物開口部の遮熱性や断熱性を大幅に改善する複層ガラス（エコガラス）に用いられるLOWE膜もこの光学薄膜の一種であり、可視光線を透過しながら紫外線や赤外線、遠赤外線を反射する特性を有しており、夏のエアコンの負荷を軽減したり冬の暖房負荷を抑えたりする効果がある。

## 選択吸収膜
光学薄膜の一種に選択吸収膜がある。選択吸収膜は特定の波長域の吸収特性を高める(反射率を下げる)作用があり、太陽熱温水器等に使用される。